# Pier Barrios
Pier Miqueas Barrios (Córdoba, 1º luglio 1990) è un calciatore argentino, difensore del Melgar.

## Caratteristiche tecniche
È un difensore centrale che all'occorrenza può essere schierato sulla fascia destra.

## Palmarès

### Club

#### Competizioni nazionali
- Supercoppa del Belgio: 1

Anderlecht: 2010